# Copidognathus matemwensis
Copidognathus matemwensis is een mijtensoort uit de familie van de Halacaridae. De wetenschappelijke naam van de soort is voor het eerst geldig gepubliceerd in 2008 door Chatterjee, De Troch & Chan.